# Working-Holiday-Visum
Bei Working-Holiday-Programmen (seltener auch Work-&-Travel-Programm genannt) handelt es sich um bilaterale Abkommen über Ferienarbeitsaufenthalte für junge Leute. Je zwei Staaten schließen einen derartigen Vertrag, um jeweils den Angehörigen des anderen Staates einen längerfristigen Aufenthalt (meist ein Jahr) zu ermöglichen, bei dem es möglich ist, diesen mittels Work & Travel über zusätzliche Jobs zu finanzieren.
Deutschland hat, so das Auswärtige Amt, derartige Abkommen mit Argentinien, Australien, Brasilien, Chile, Hongkong, Israel, Japan, der Republik Korea (Südkorea), Neuseeland, Taiwan und Uruguay (Stand 2021).
Des Weiteren existiert ein Youth-Moblity-Programm mit Kanada.
Daneben besteht ein eingeschränktes Programm auch in Singapur, das jedoch nicht auf Gegenseitigkeit beruht.
Das zu diesem Zweck ausgestellte WH-Visum erlaubt in der Regel eine zeitlich befristete Arbeit, wobei zur Ausstellung ebenso weitere besondere Bedingungen zu beachten sind. In der Regel werden WH-Visa nur einmal im Leben und lediglich bis zu einem Höchstalter des Antragstellers von 30 Jahren (bzw. 35 Jahren in Kanada) bewilligt. Sie können in der Regel nur vorab von der Botschaft oder vom Konsulat des zu besuchenden Landes in dem Land, dessen Nationalität der Antragsteller innehat, ausgestellt werden. Das bedeutet beispielsweise, dass ein Deutscher, der einen Working-Holiday-Aufenthalt in Japan plant, sich vor seiner Hinreise rechtzeitig bei der Japanischen Botschaft in Deutschland bzw. beim zuständigen Konsulat um ein Visum bemühen muss. Äquivalent dazu konnte bislang ein japanischer Staatsangehöriger sein WH-Visum für Deutschland ebenso nur vorab in Japan von der deutschen Auslandsvertretung bekommen, dies ist nun in Deutschland auch nach Einreise bei jeder Ausländerbehörde möglich. Diese Möglichkeit wird bislang nur den Staatsangehörigen von Australien, Neuseeland und Japan ermöglicht. Dabei fallen jedoch bei Beantragung nach Einreise in jedem Fall Gebühren für die Erteilung eines Aufenthaltstitels an.
In einigen Fällen, wie z. B. Japan, bietet das WH-Visum einen Ersatz für nicht bestehende Au-Pair-Programme der betroffenen Länder. Die Suche nach einer möglichen Arbeitsstelle obliegt jedem einzelnen Visumsnehmer.

## Bedingungen und Konditionen
Allgemein gilt für eine Ausstellung eines WH-Visums für Deutschland:
- Nationalität eines Landes, mit denen Deutschland ein WH-Abkommen unterhält[1]
- Erfüllen der Altersgrenze
- gültiger Reisepass, welcher über das Ende des beabsichtigten Aufenthalts noch mindestens drei Monate länger gültig ist
- vollständig ausgefüllter Visumsantrag für Deutschland (kein Schengen-Visum)
- aktuelles, biometrisches Passbild (35 × 45 mm)
- Kopie des Rückflugtickets
- Nachweis einer Krankenversicherung[6]
- Nachweis von genügend finanziellen Mitteln für den Aufenthalt
- Gültigkeit der Arbeitserlaubnis stets nur für Deutschland, Aufenthalt im Schengenraum bis 90 Tage (als Tourist) möglich.[7]

Daneben können jährliche Kontingente (u. a. für Deutsche in Kanada oder Taiwaner und Hongkonger in Deutschland) oder Abweichungen bestehen. Genauere und aktuelle Bedingungen lassen sich daher auf den Seiten der jeweils zuständigen diplomatischen Vertretungen Deutschlands finden.
Obwohl des Öfteren von einer zeitlich unbegrenzten Arbeitsmöglichkeit während des Working-Holiday-Jahres die Rede ist, existieren Regelungen, dass man nicht länger als drei Monate (Beispiel: Taipei) bzw. sechs Monate (Beispiel: Australien) bei demselben Arbeitgeber beschäftigt sein darf oder die Arbeitserlaubnis ist in bestimmten Ländern zeitlich beschränkt (Beispiel: Taiwan).
Zumindest für Australier ist die Arbeitserlaubnis innerhalb der 12 Monate unbegrenzt.
Eine Verlängerung des Visums ist meistens nicht möglich. Eine Ausnahme stellt Australien dar, wo es möglich ist, das Visum um 12 Monate zu verlängern. Dies geschieht aber nur, wenn nachgewiesen werden kann, dass der Visumsinhaber mindestens drei Monate bestimmten Tätigkeiten vorwiegend im landwirtschaftlichen Bereich nachgegangen ist. Beim zweiten WH-Visum ist außerdem die Beschäftigung auf einen der früheren Arbeitgeber und auf sechs Monate begrenzt. Eine Verlängerung der Aufenthaltsgenehmigung oder eine Umwandlung obliegt dem Ermessensspielraum der zuständigen Ausländerbehörde. Einen Anspruch auf eine solche hat der Visumsinhaber in der Regel nicht. In Kanada kann ein zweites Mal ein Visum beantragt werden, das allerdings aus einer anderen der drei verfügbaren Kategorien stammen muss.

## Ähnliche Programme
Neben der Möglichkeit, in vielen Ländern Auslandspraktika sowie Au-pair- und Demi-pair-Programme  zu absolvieren, gibt es Programme zur Freiwilligenarbeit in über 20 Ländern auf vier Kontinenten, z. B. Teach and Travel in u. a. China oder Thailand und die freiwillige Farmarbeit, bei der Unterkunft und Verpflegung gewährt werden (siehe „WWOOF“).
Weiterhin können in einigen südamerikanischen Ländern auch Aufenthalte z. B. mit Freiwilligenarbeit im Rahmen eines Touristenvisums ausgeführt werden.

## Working-Holiday für Österreicher
Österreich hat zurzeit (Stand 2015) Working-Holiday-Vereinbarungen mit Neuseeland, der Republik Korea, Chinesisch Taipeh und Hongkong. Ein Working-Holiday-Aufenthalt ist nur für Personen im Alter von 18 bis 30 Jahren möglich. Ein WH-Visum für Neuseeland ist ein Jahr ab Ausstellungstag gültig, ebenso für die Republik Korea. Das Visum für Chinesisch Taipeh ist ab Ausstellungsdatum sechs Monate gültig; das Visum für Hongkong drei Monate. Wurde ein Working Holiday Aufenthalt bereits absolviert, kann ein weiterer Working Holiday Aufenthalt nur für ein anderes Land beantragen werden.
Laut Aussagen des damaligen Bundesministers für Europa, Integration und Äußeres (Sebastian Kurz), gab es 2015 Verhandlungen mit Kanada und Australien, welche jedoch aufgrund unterschiedlicher Vorstellungen über den Inhalt der Working Holiday Vereinbarung zu jener Zeit noch nicht erfolgreich abgeschlossen werden konnten.

### Working Holiday für Deutsche
- Working-Holiday-Visa-Übersicht für Australien, Neuseeland, Kanada und Japan. Abgerufen am 7. Oktober 2012.
- Visa Options - Working Holiday. In: Einwanderungsbehörde Australien. Abgerufen am 7. Oktober 2012 (englisch).
- Germany Working Holiday Scheme. In: Einwanderungsbehörde Neuseeland. Archiviert vom Original am 28. April 2015; abgerufen am 7. Oktober 2012 (englisch).
- Working Holiday, Reisen und Arbeiten in Kanada. In: Außenministerium Kanada. Abgerufen am 29. März 2013.
- Ferienarbeit in Japan. In: Botschaft von Japan. Abgerufen am 7. Oktober 2012.
- Visum für Working Holiday Programm (H-1). In: Botschaft  der Republik Korea. Abgerufen am 7. Oktober 2012.

Working Holiday Info Center. In: Außenministerium Südkorea. Abgerufen am 29. März 2013 (englisch).
- Working Holiday in Taiwan. In: Taipei-Vertretung in Deutschland. 20. April 2012, abgerufen am 8. Oktober 2012.
- Working Holiday Scheme in Hong Kong. In: Einwanderungsbehörde Hongkong. Abgerufen am 4. September 2014 (englisch).
- Work Holiday Programme in Singapur. In: Ministry of Manpower Singapur. Abgerufen am 29. März 2013 (englisch).
- Working Holiday Program in Israel. Abgerufen am 12. Juli 2016 (englisch).

### Working Holiday in Deutschland
- Working Holiday für Australier. In: Deutsche Botschaft Canberra. Abgerufen am 7. Oktober 2012 (englisch).
- Working Holiday für Neuseeländer. (PDF; 85 kB) In: Deutsche Botschaft Wellington. Abgerufen am 7. Oktober 2012 (englisch).
- Working Holiday für Kanadier. In: Deutsche Botschaft Ottawa. Abgerufen am 7. Oktober 2012 (englisch).
- Working Holiday für Japaner. In: Deutsche Botschaft Tokyo. Abgerufen am 7. Oktober 2012 (japanisch).
- Working Holiday für Südkoreaner. (PDF; 146 kB) In: Deutsche Botschaft Seoul. Abgerufen am 7. Oktober 2012 (koreanisch).

Working Holiday Info Center. In: Außenministerium Südkorea. Abgerufen am 29. März 2013 (koreanisch).
- Working Holiday für Taiwaner (Republik China). In: Deutsche Vertretung Taipei. Abgerufen am 29. März 2013.

Working Holiday für Taiwaner (Republik China). In: Deutsche Vertretung Taipei. Abgerufen am 29. März 2013 (chinesisch (Taiwan)).Working Holiday für Teilnehmer aus Hong Kong. (PDF; 105 kB) In: Deutsches Konsulat Hongkong. Abgerufen am 7. Oktober 2012 (englisch).
- Working Holiday für Teilnehmer aus Chile. In: Deutsche Botschaft Santiago de Chile. Abgerufen am 20. Februar 2014.
- Working Holiday für Teilnehmer aus Argentinien. In: Deutsche Botschaft Buenos Aires. Abgerufen am 26. Juni 2017.